# Ранко Веселиновић
Ранко Веселиновић (Нови Сад, 24. марта 1999) српски је фудбалер, који тренутно наступа за Ванкувер вајткапсе.
Веселиновић је у јануару 2021. добио позив вршиоца дужности селектора, Илије Столице, за учешће на турнеји репрезентације Србије састављене претежно од фудбалера из домаће Суперлиге. Дебитовао је истог месеца на пријатељском сусрету са Доминиканском Републиком у Санто Домингу.